# Паолетти, Гаспаре Мария
Гаспаре Мария Паолетти (итал. Gaspare Maria Paoletti; 6 декабря 1727, Флоренция — 19 февраля 1813) — итальянский скульптор и архитектор неоклассического стиля, работавший преимущественно в родной Флоренции. Среди его работ — Палаццина делла Меридиана (1775), Белый зал (1776) и Музей Ла Спекола, пристроенные к Палаццо Питти. Он много работал на вилле Медичи Поджо-Империале (1776—1783).

## Биография
Гаспаре Мария Паолетти родился во Флоренции 6 декабря 1727 года. Он учился рисованию у скульптора Винченцо Фоджини (1692—1755), а затем изучал архитектуру у Бернардино Чурини (1695—1752) и Фердинандо Руджери. Паолетти установил прочные дружеские отношения с Джузеппе Руджери, которому он помогал в работе над проектом терм (1744—1762) в Сан-Джулиано-Терме, близ Пизы. композиционное сходство с Палаццо делла Мизерикордия в Сан-Джулиано-Терме: портик и угловые арки из тёсаного камня, небольшая лоджия с серлианой на уровне пиано-нобиле («благородного этажа») характеризует первую работу, приписываемую Паолетти, — Казино-дей-Нобили в Пизе (ок. 1750).
В 1761 году Паолетти выиграл конкурс на фасад церкви Сан-Винченцо-деи-Театини в Модене, представив проект, вдохновлённый фасадом церкви Сан-Джованнино-деи-Джезуити (позднее дельи Сколопи; 1579) во Флоренции работы Бартоломео Амманнати. Затем Паолетти отправился в Парму, которая в то время была центром распространения французских архитектурных стилей, а затем посетил Рим.
В 1766 году Паолетти был официально назначен первым инженером Королевских работ, наряду с Джузеппе Руджери, тем самым взяв на себя ответственность за крупные проекты по реставрации, расширению и изменению назначения королевских зданий. В том же году ему было поручено расширить виллу Поджо-Империале, чтобы поднять её до уровня европейского загородного дворца. Он добавил к основному зданию XVII века два просторных двора, стилистически объединённых применением композиционной схемы, заимствованной у Палаццо Кьерикати (1550—1557) Андреа Палладио в Виченце.
Во время работы над Поджо-Империале была проведена сложная и новаторская операция по сохранению фрески, ранее считавшейся работой Козимо Росселли (ныне приписываемой Козимо Лотти), путём удаления всей несущей стены. Внутреннее убранство виллы Поджо-Империале (1766—1782) было выполнено совместно с Джокондо Альбертолли и Грато Альбертолли. Паолетти перешёл от стиля Людовика XV (рококо) в комнатах, расположенных вокруг правого двора, к представительному неоклассическому стилю Людовика XVI в Бальном зале.
Это решение, аналогичное французским городским домам того периода, было повторено в Белом зале (1776—1783) Палаццо Питти и в Трибуне, обустроенной (1779—1780) в Галерее Уффици.
С 1771 года Паолетти работал над палаццо Торриджани XVI века во Флоренции, адаптировав его под Кабинет физики и естественной истории. С 1772 года он работал над проектами для терм в Монтекатини-Терме, близ Пистои. Он спроектировал Термы Леопольдина, Баньо-дель-Теттуччо, Палаццину Реале и Локанда Маджоре. Здания, возведённые вокруг источников, живописно раскинулись по сельской местности, каждое из которых характеризовалось своим вариантом дорического ордера. Паолетти опирался на множество источников при создании этого проекта, который наиболее ярко отражает его дидактический подход к архитектурной композиции.
В 1776 году он начал работу над созданием Палаццины-делла-Меридиана во Флоренции. Это была неопалладианская пристройка к Палаццо Питти, простирающаяся до садов Боболи. В 1784 году Паолетти начал преобразование монастыря Сан-Маттео на площади Сан-Марко во Флоренции в Академию изящных искусств. Возведение обелиска в центре Прато делл’Анфитеатро в садах Боболи в 1789 году завершило длительную серию проектов в садах (Прато делла Меридиана, Сады Спекола и Эмикколо делле Колонне).
В 1785 году Паолетти был назначен профессором архитектуры в Академии изящных искусств во Флоренции. В течение своей долгой преподавательской деятельности он продолжал свою работу по радикальному обновлению тосканской архитектуры, отстаивая классицизм по образцу Палладио. Палладианское возрождение Паолетти помогло флорентийской архитектуре преодолеть ограничения антиклассического стиля Микеланджело и подготовило почву для неоклассицизма и исторической эклектики, приверженцами которых стали многие его ученики. Его учение также распространялось благодаря учебнику, изданному его помощником Оттавио Ваннини. Среди его учеников были Джузеппе Манетти, Козимо Росси Мелокки и Паскуале Поччанти.

## Галерея

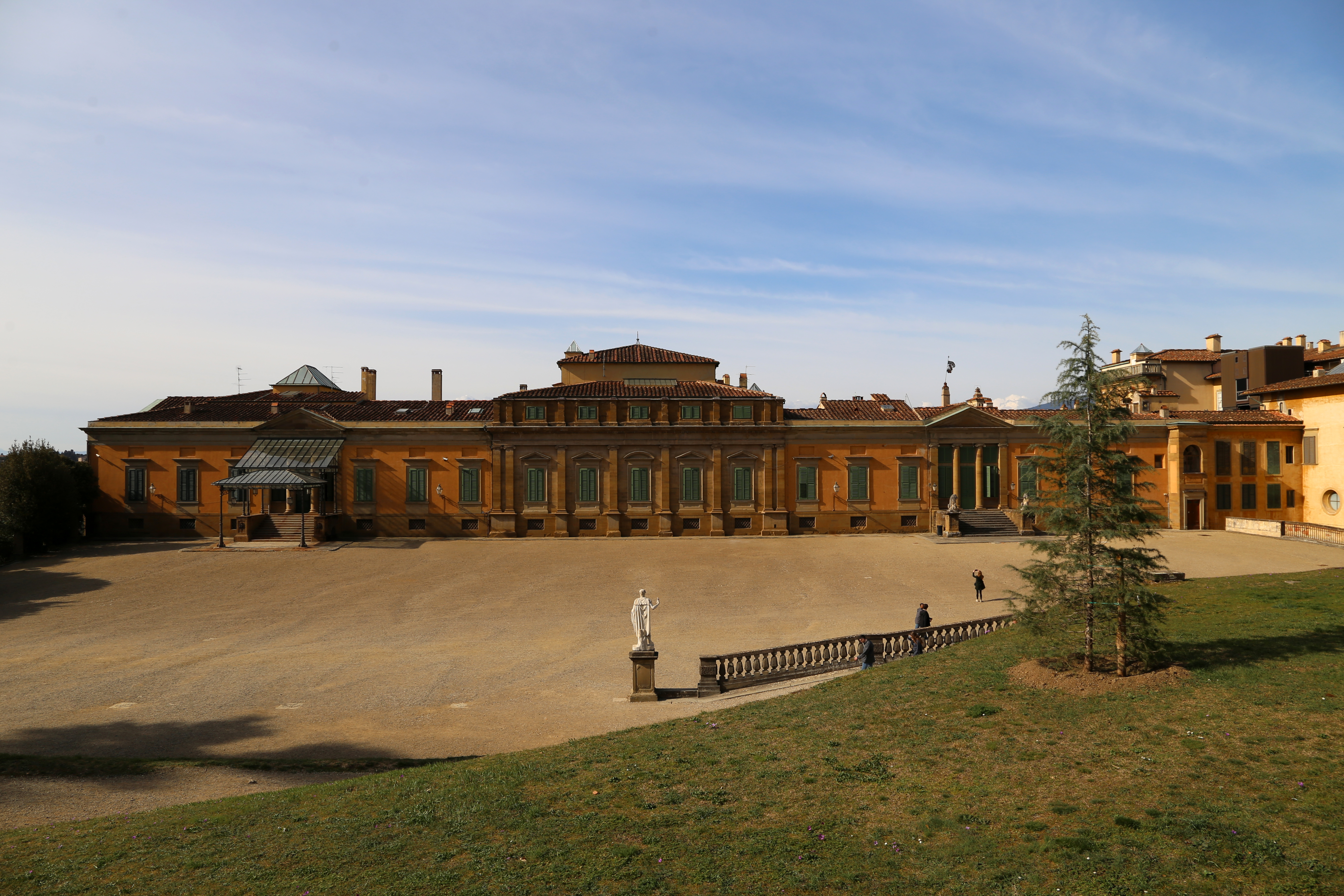
Палаццина (малый дворец)-Меридиана. Сады Боболи, Флоренция
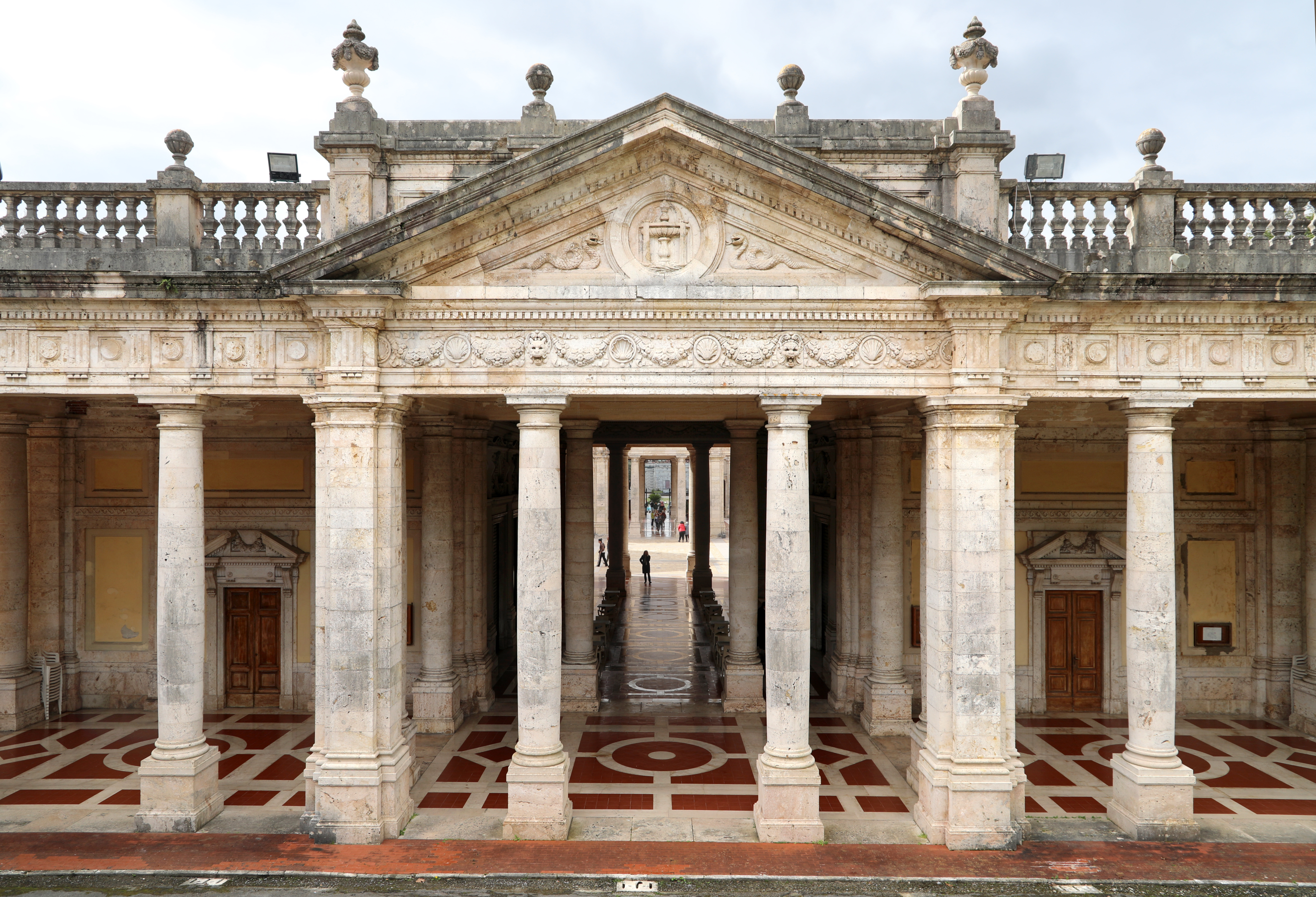
Tермы Теттуччо. Монтекатини-Терме, Тоскана
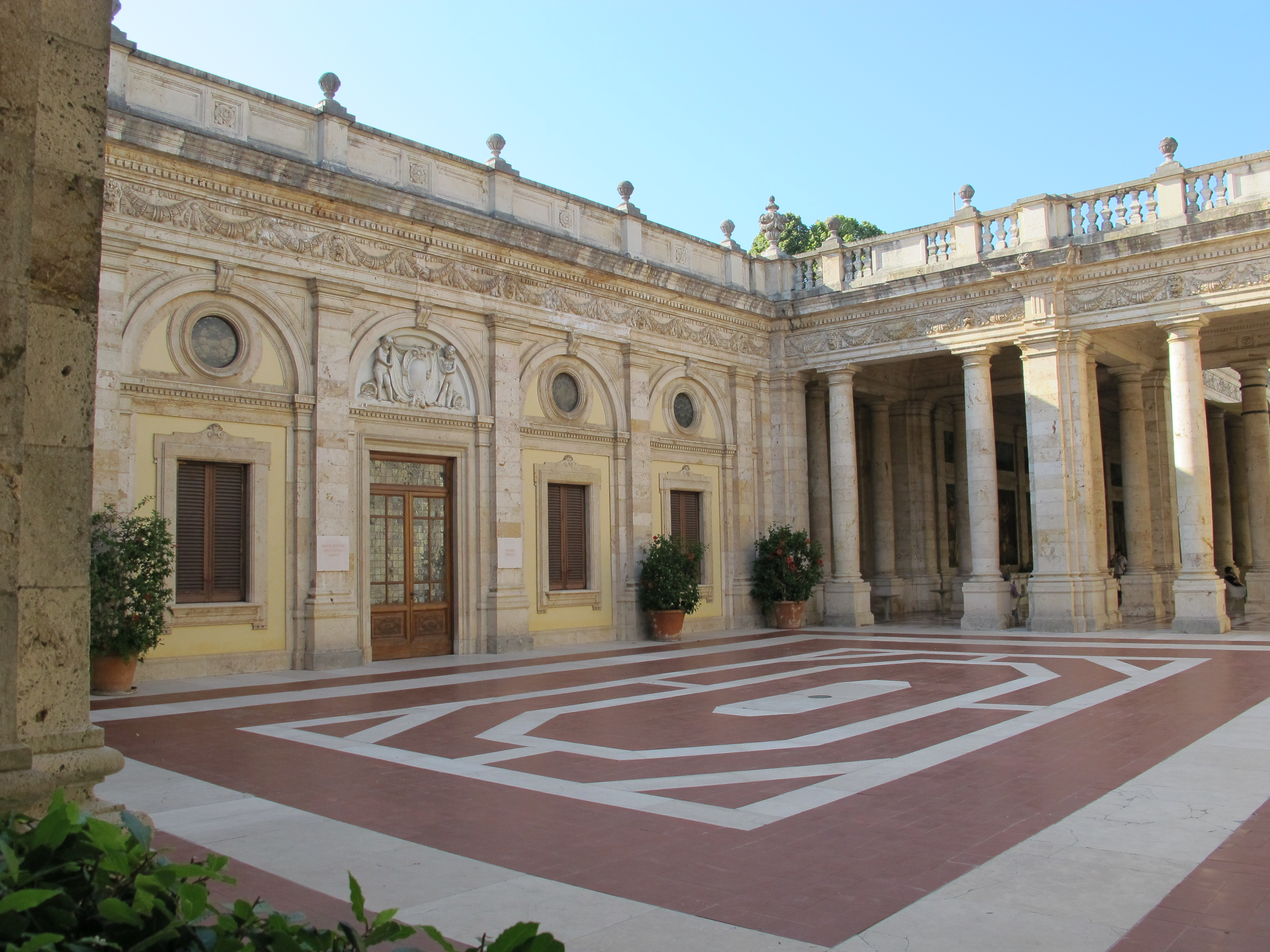
Термы Теттуччо. Двор
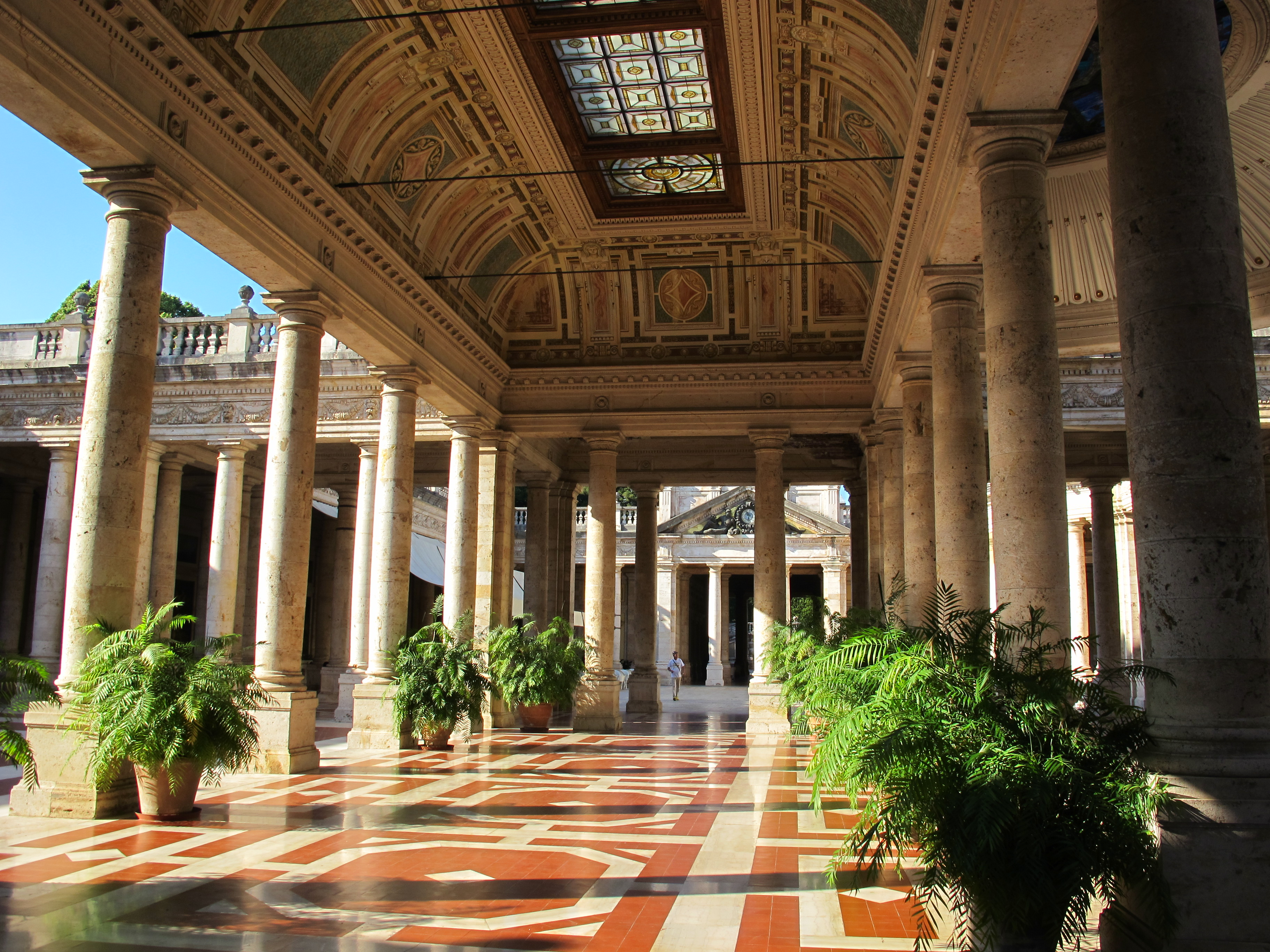
Перистиль
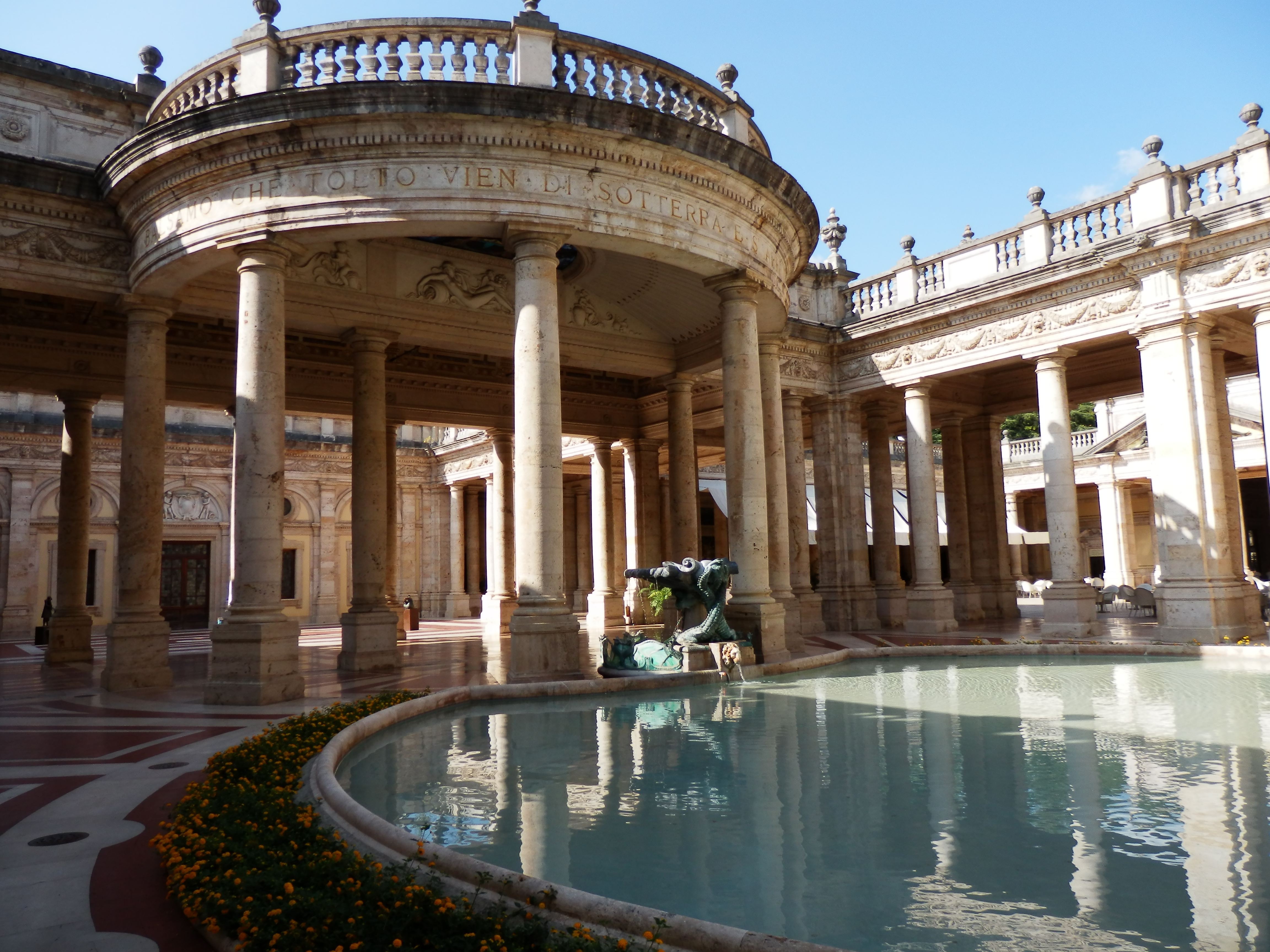
Экседра
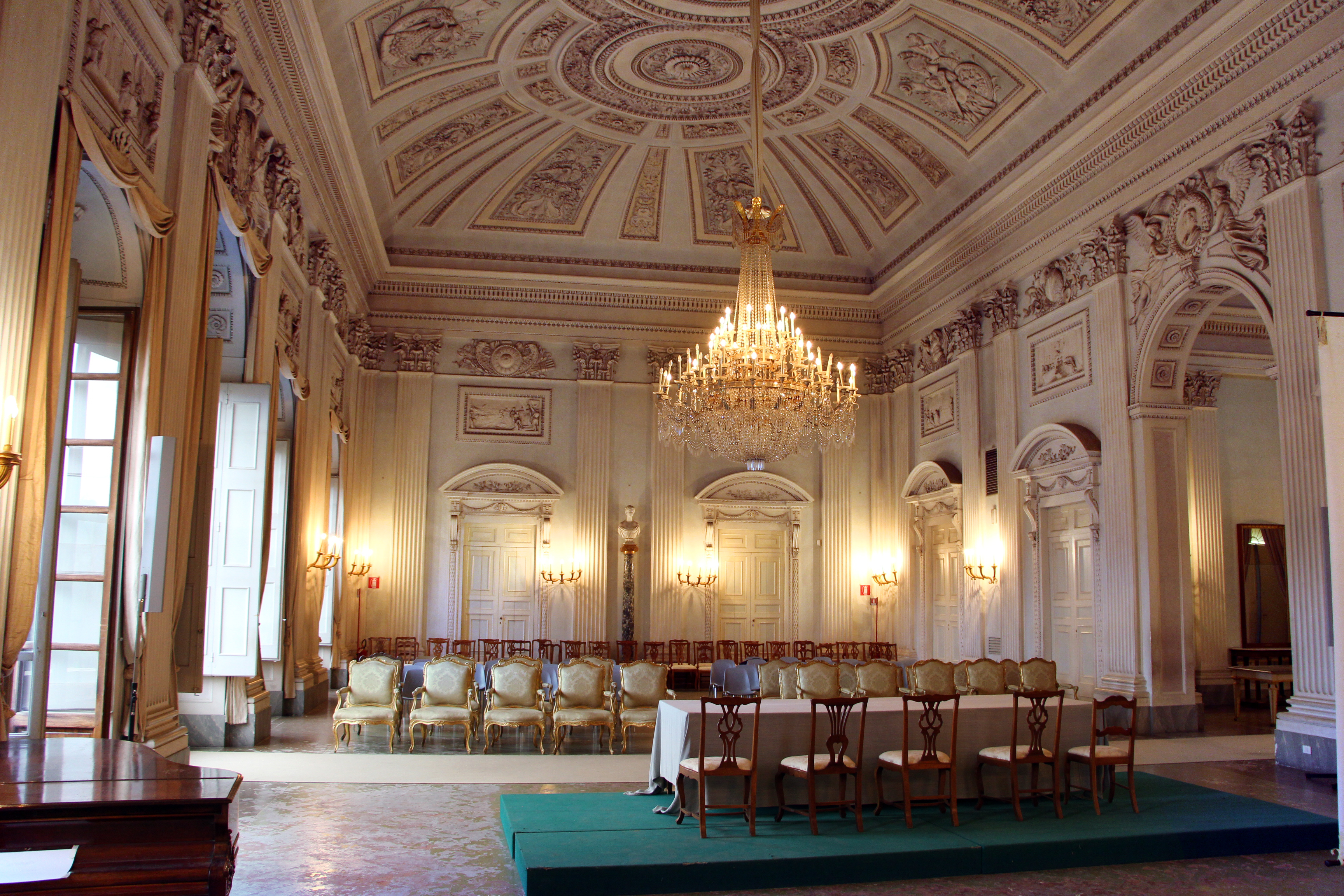
Вилла Поджо-Империале. Белый зал
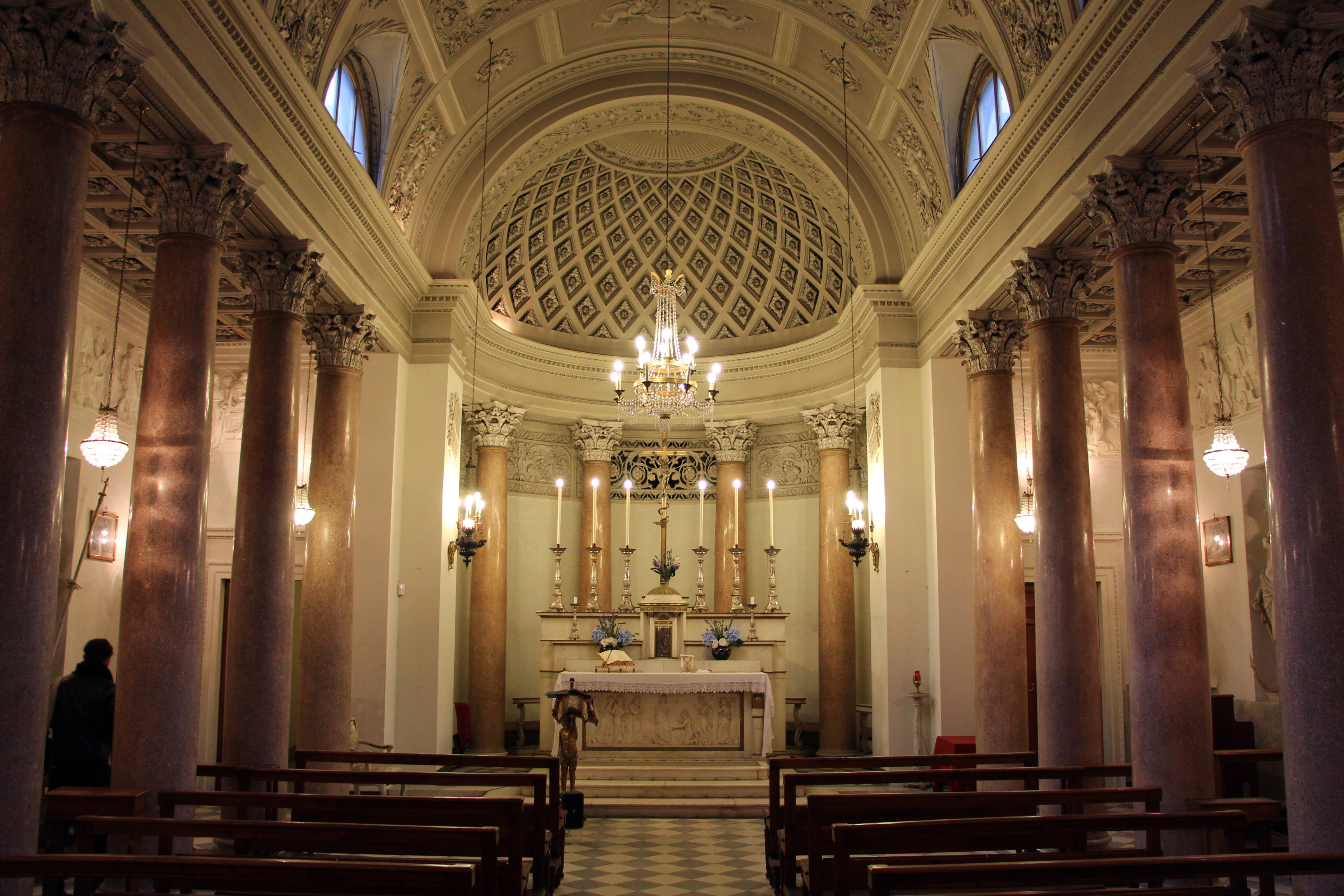
Вилла Поджо-Империале. Капелла Сантиссима-Аннунциата
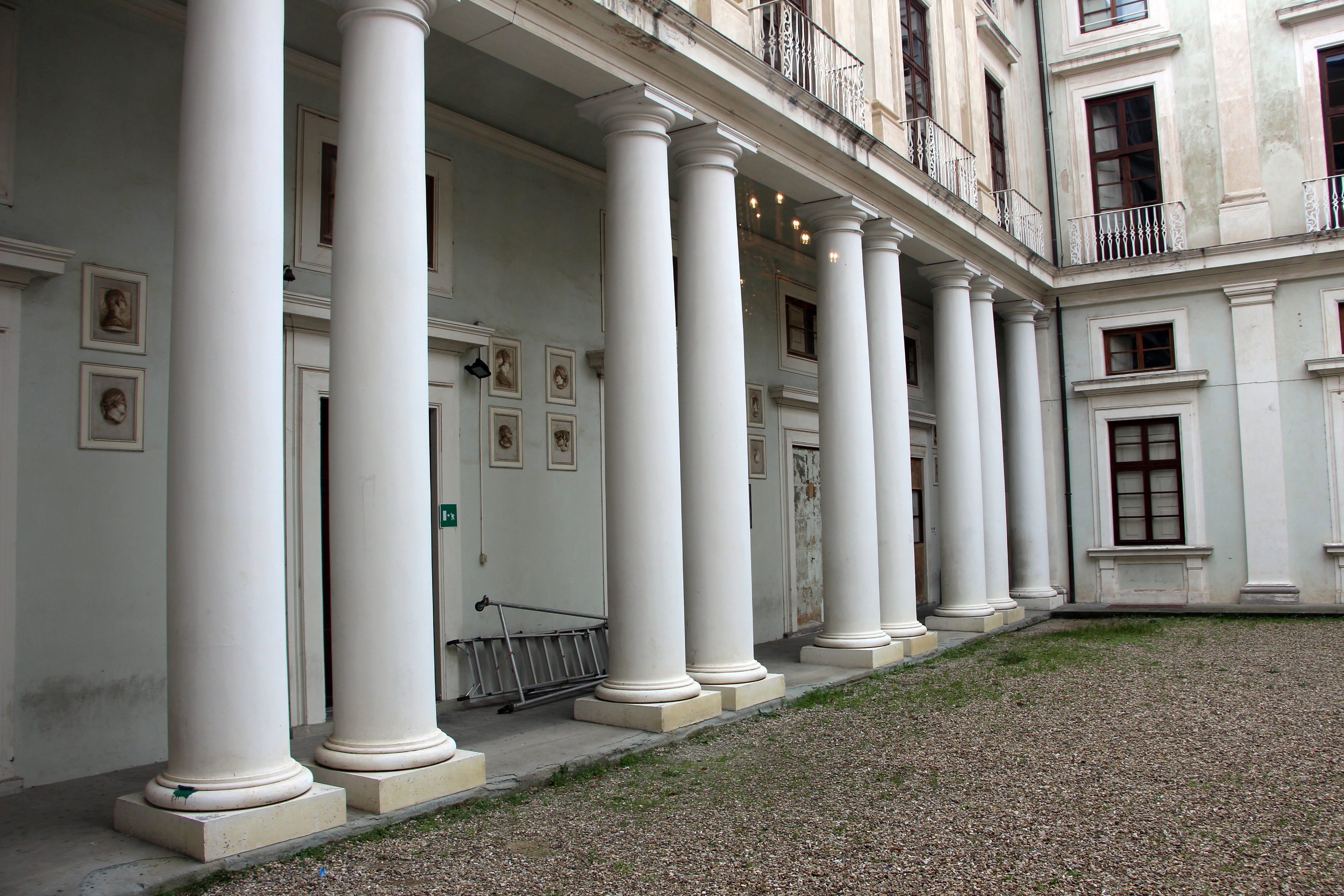
Вилла Поджо-Империале. Колоннада двора